# Oftalmograf ultradźwiękowy
Oftalmograf ultradźwiękowy – urządzenie elektroniczne służące do diagnozowania oka. Działa na zasadzie odbioru odbitych od struktur oka fal elektromagnetycznych o częstotliwości 4-15 MHz, które wysyła głowica ultradźwiękowa, umożliwia ich obserwację i analizę w wybranej płaszczyźnie. Dzięki oftalmografowi można zdiagnozować odwarstwienia siatkówki, nowotwory i inne patologie w obrębie oka.